# Чжан (глава)
Чжан (Глава, кит. упр. 章, пиньинь zhāng) — единица измерения объёма текста в Китае. Приблизительно соответствует понятию «глава» в европейском книгоиздании. В китайском языке используется для рубрикации книг и документов, обозначения строф, куплетов, пьес, эссе, уставов.
Например:
- 章四句 строфа в четыре строки
- 樂章 музыкальная пьеса
- 黨章 устав партии

Объем текста, составляющий чжан, может быть очень различен. Например, небольшой сам по себе трактат Даодэцзин состоит из 81-го чжана, среди которых есть чжаны, содержащие всего 25-30 иероглифов.